# 南海8300系電聯車
南海8300系電聯車（日语：南海8300系電車）是南海電氣鐵道的通勤型電聯車。

## 簡介
本列車取代了昭和中期的通勤列車中老舊的7000系和6000系，以及近年來機場線不斷增加的客流量。出於增強設施的目的而引入本系列列車。本列車是以8000系列車作為藍圖。本車於2015年10月8日於南海本線投入服務，並在2019年11月22日於高野線投入服務。
控制裝置使用日立製造的IGBT（6次車以前）與混合型SiC（6次車以後）VVVF，加減速的聲音近似使用東芝IGBT的台鐵EMU700型電聯車
主電動機是日本首款於窄軌採用全封閉內風扇式鼠籠型感應電動機的列車，是為了減少車輛內外的噪音。

## 運用

### 南海本線
2015年6月底至7月底，1次車（8301F-8305F）在近畿車輛出場，並與1000系連結一起試車。2015年10月8日，8301F和8302F投入服務，同年11月，8303F和8305F投入服務，12月1日，8304F也投入服務。2015年10月3日，7000系舉行的退役紀念活動並正式退役。
2016年，2輛編組的列車登場，8701F和8702F於9月12日投入服務。

### 高野線
高野線上的8300系會於2023年前取代所有的6000系。8312F和8313F於2019年11月22日在高野線上投入服務。

## 編成
4輛編成15本・2輛編成13本共有86輛（2020年1月）。

### 編成表
4輛編成
|      | ←難波方向關西機場・和歌山市・橋本・和泉中央方向→ |      |        |                            |
| 型式 | > (Mc1)                                          | (T1) | (T2)   | < (Mc2)                    |
| 備注 |                                                  |      | 弱冷車 | 8輛編成的話是 女性專用車廂 |

2輛編成
|      | ←難波方向關西機場・和歌山市・橋本・和泉中央方向→ |          |
| 型式 | (Tc1)                                            | <> (Mc3) |

圖例
- 集電弓